# Gulli Mag (émission de télévision)
Ne doit pas être confondu avec Gulli, le mag.
Gulli Mag est un magazine culturel destiné aux enfants diffusé sur Gulli à partir du 4 septembre 2006 vers 20h35,.
L'émission est remplacé le 8 septembre 2014 par le magazine Wazup.

## Principe
À travers plusieurs rubriques, l'émission aborde l'actualité culturelle tout en proposant des images insolite. Destiné aux 6-12 ans, le magazine tout en images aborde également les centres d'intérêt de ce public.
Lors de sa huitième saison (2013 - 2014), le magazine évolue en proposant des défis lancés aux enfants, des tests de jeux et la découverte de lieux interdits aux enfants. Chaque numéro commence avec les présentateurs virtuels dont la tête est représenté sous forme de pixels.

## Diffusion
L'émission était diffusé du lundi au vendredi vers 20h35 sur Gulli et rediffusé vers 11h50 et 16h25.

## Identité visuelle

Logo du 4 septembre 2006 à juillet 2009
Logo de septembre 2009 à juin 2013
Logo de septembre 2013 à juillet 2014

## Anecdotes
Depuis septembre 2015, un magazine similaire existe sur la déclinaison africaine de Gulli, Gulli Africa, se nommant également Gulli mag, et diffusé de façon hebdomadaire.